# Òxid de níquel (III)
L'òxid de níquel (III) és el compost inorgànic amb la fórmula Ni₂O₃ . No està ben caracteritzat, i de vegades es coneix com a òxid de níquel negre. S'han esmentat traces de Ni₂O₃ a les superfícies de níquel.
L'òxid de níquel (III) s'ha estudiat teòricament des de principis dels anys trenta, donant suport a la seva naturalesa inestable a temperatures estàndard. Una fase pura nanoestructurada del material es va sintetitzar i estabilitzar per primera vegada el 2015 a partir de la reacció del nitrat de níquel (II) amb hipoclorit de sodi i es va caracteritzar mitjançant difracció de raigs X en pols i microscòpia electrònica.